# Benavidesite
La benavidesite è un minerale.